# Gaume

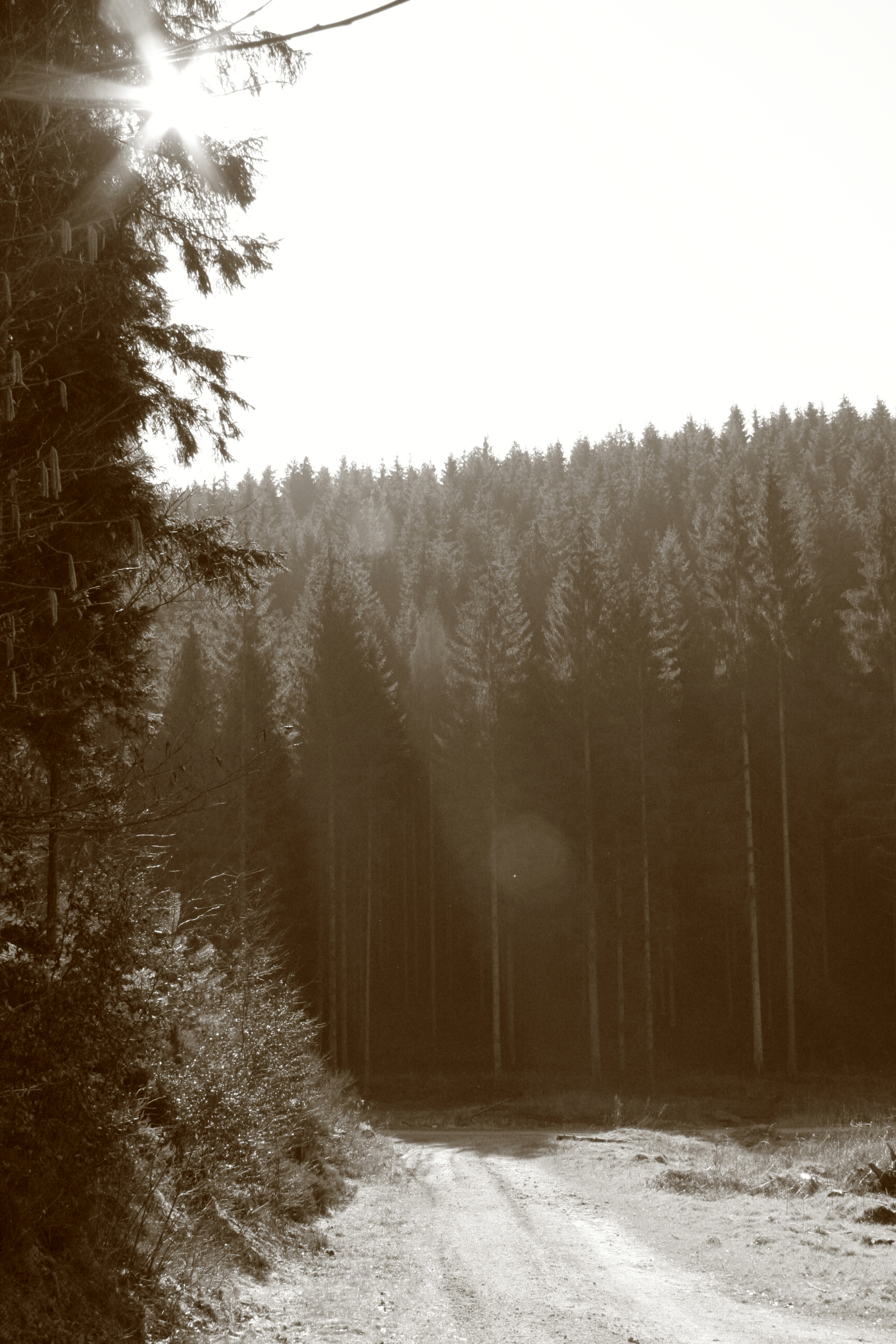
Bos in de winter, Gaume.

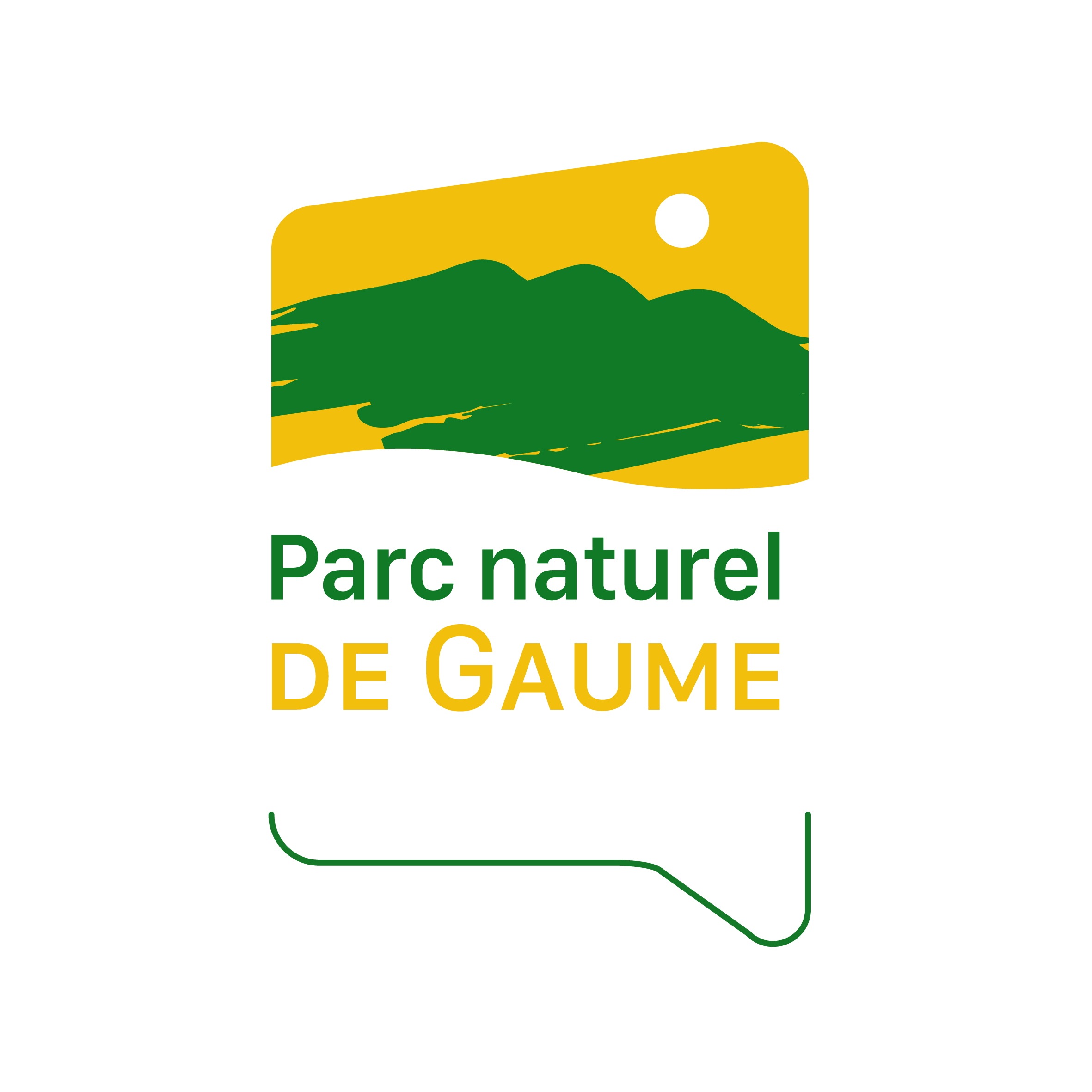
Logo van het natuurpark

De Gaume of Gaumestreek is het Franstalige deel van Belgisch-Lotharingen op de grens met Frankrijk ten zuiden van de Ardennen en wordt daar niet toe gerekend. In België valt de streek grotendeels samen met het arrondissement Virton. Het wordt aan de noordkant begrensd door de Rulles en in het oosten door de taalgrens met het Land van Aarlen. Het gebied werd tot natuurpark verklaard.
Historisch gezien hoort ook de streek rond Montmédy, in 1659 afgestaan door Spanje aan Frankrijk in de Vrede van de Pyreneeën, bij de Gaume. Daarom is de zuidgrens van de streek niet gelijk aan de grens met Frankrijk. Het Franse deel van de Gaume omvat het grootste deel van het kanton Montmédy in het departement Meuse en een deel van het kanton Carignan in het department Ardennes en komt grotendeels overeen met het nu Franse deel van het oude graafschap Chiny.
Het lokale dialect, het Gaumais, is een dialect van het Lotharings, een van de langues d'oïl. In België is het Gaumais nog niet zo sterk in de verdrukking geraakt als in het Franse deel van de streek, waar amper nog sprekers te vinden zijn.
Virton wordt gezien als de hoofdplaats van de Gaume.

## Afbeeldingen

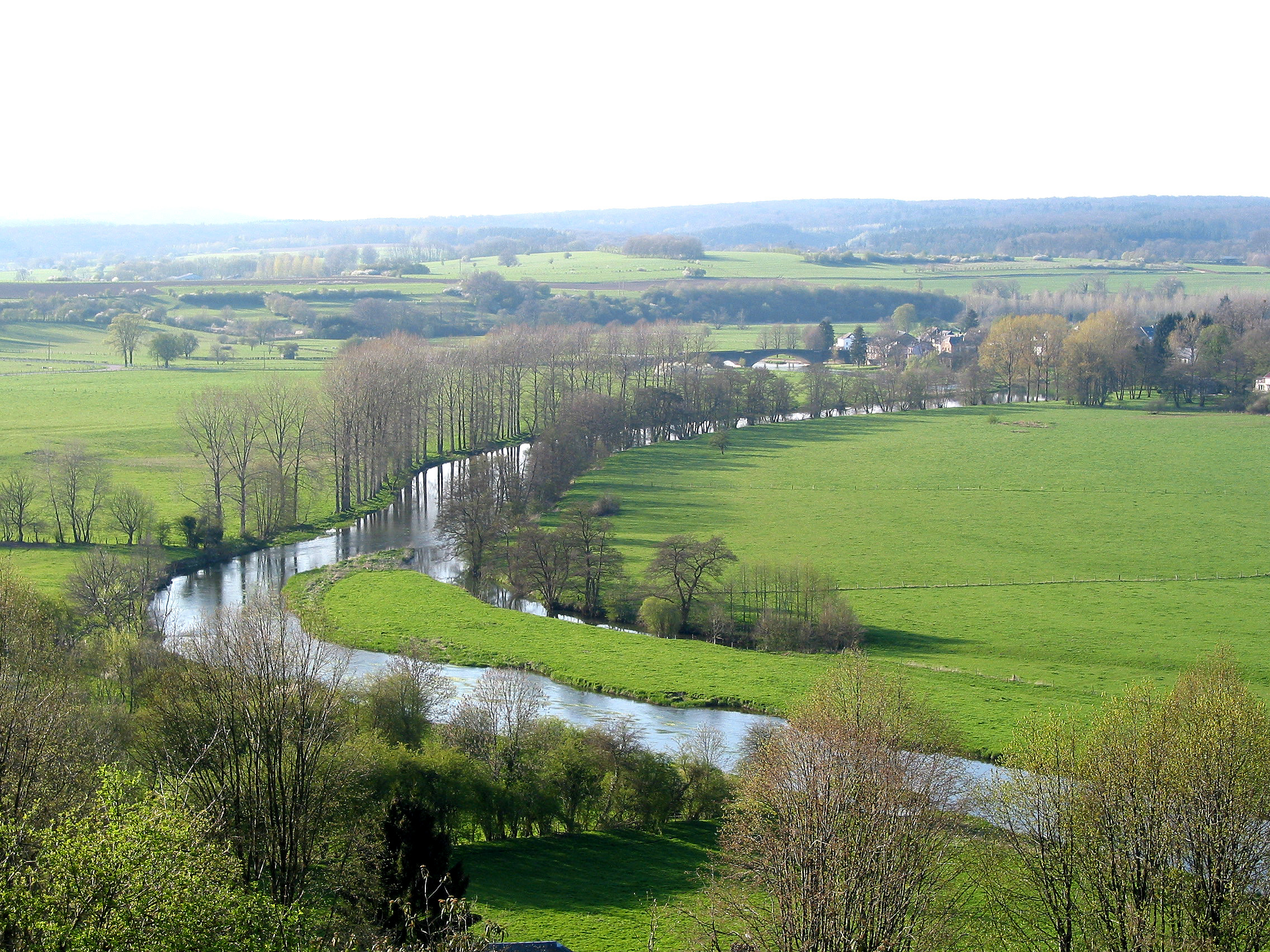
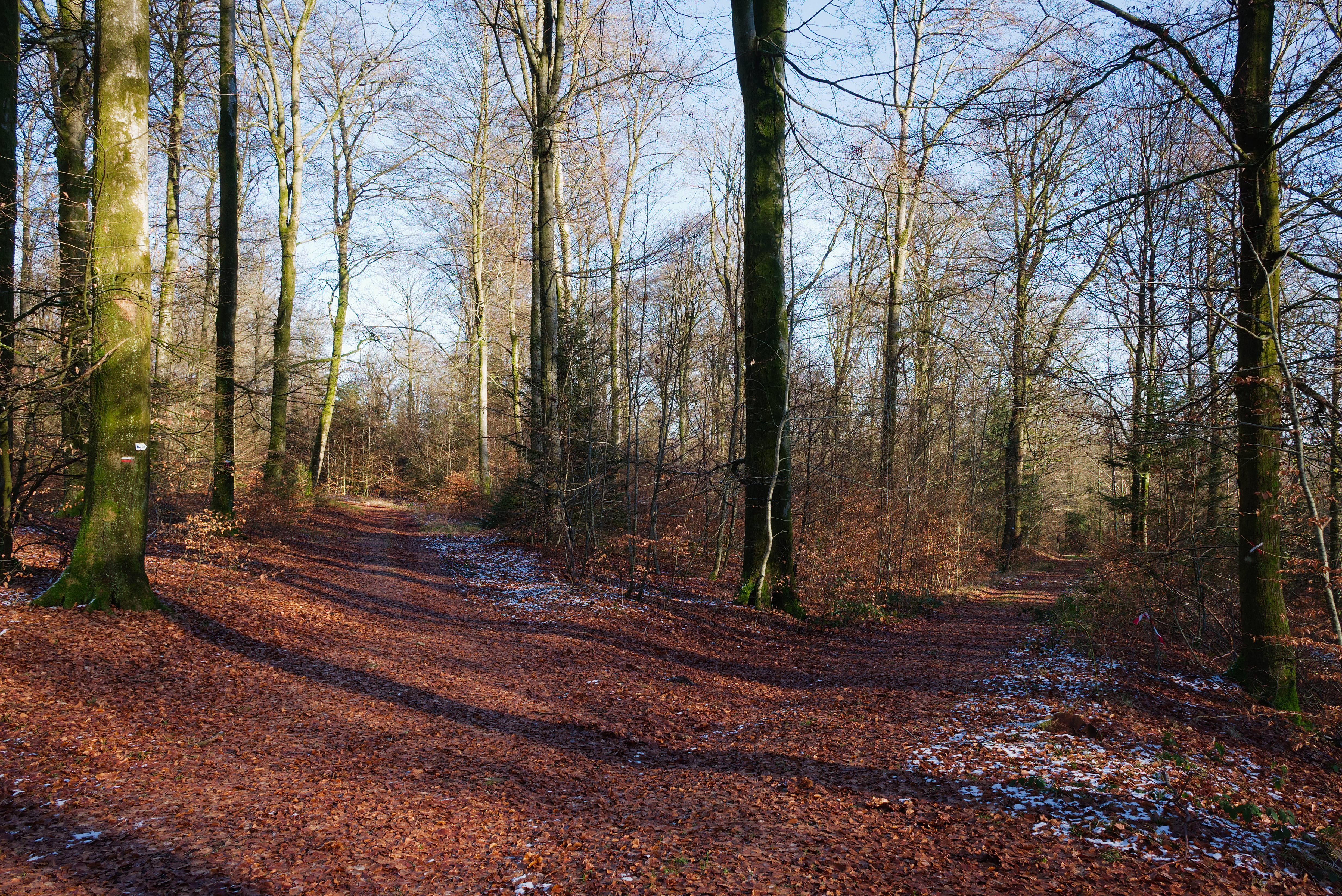
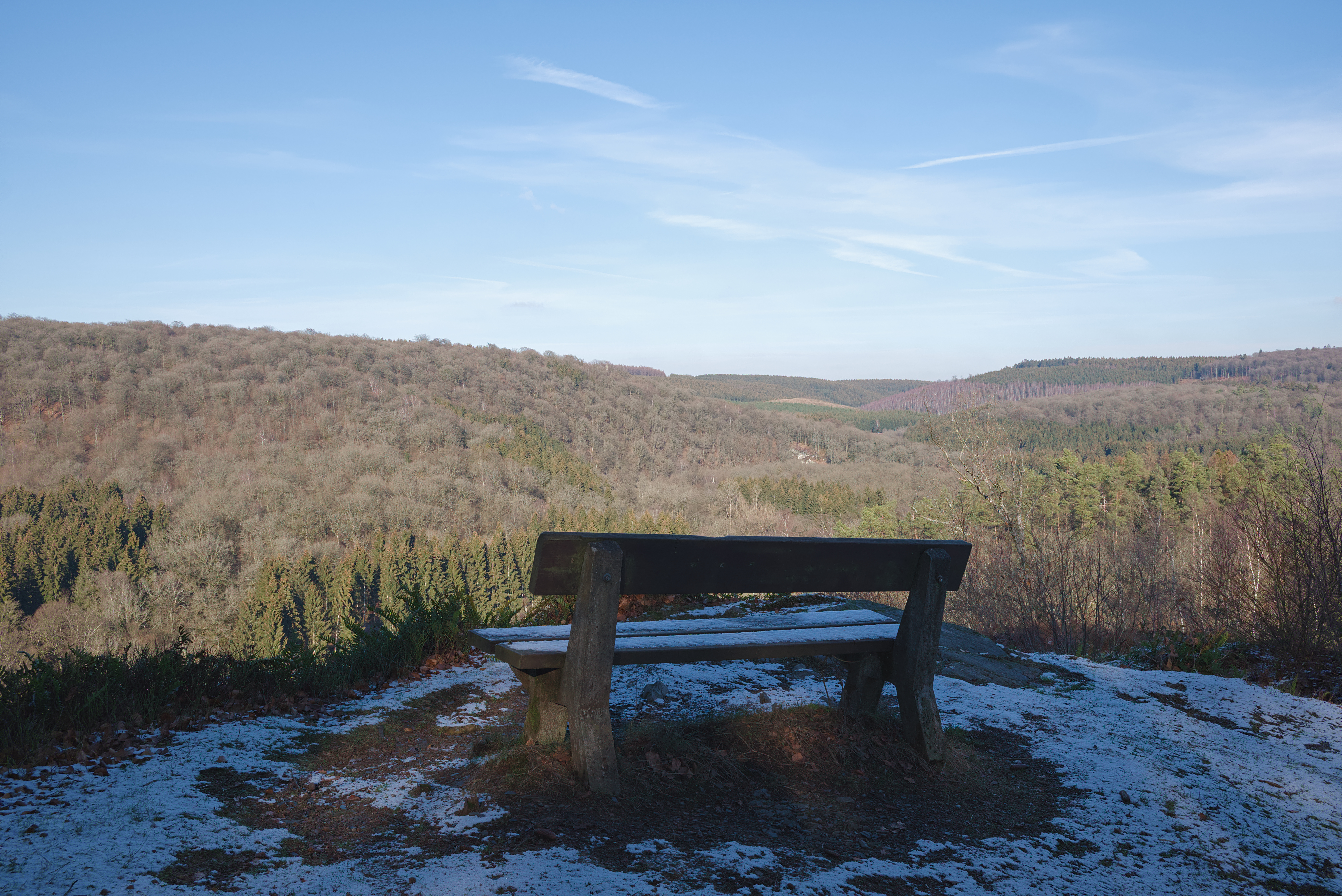

Boven-Sûre Woud van Anlier ·
Bronnen ·
Burdinale-Mehaigne ·
Gaume ·
Coeur de Condroz ·
Hauts-Pays ·
Hoge Venen-Eifel ·
Pays des Collines ·
Scheldevlakten ·
Twee Ourthes ·
Vallei van de Attert ·
Viroin-Hermeton ·
Zuidelijke Ardennen